# Braque Belge
Die Braque Belge (Belgische Bracke) ist eine als ausgestorben geltende Hunderasse aus Belgien.
Die Widerristhöhe lag bei 65 cm bei einem Gewicht von 25 kg. Der Kopf war breit, die Ohren auf Augenhöhe angesetzt, hängend, mittellang. Die Augen waren gelb oder kastanienfarben. Der Braque Belge war in der Regel weiß mit großen braunen Flecken, das Haar war fein, dicht und kurz. Der Körperbau war eher breit, länger als hoch, nicht auf Geschwindigkeit ausgelegt, sondern auf kraftvollen Einsatz. Ihr wurde ein etwas übermütiges Temperament nachgesagt, aber auch Liebenswürdigkeit.
Nachdem es kaum noch Exemplare dieser Rasse gibt, hat die Fédération Cynologique Internationale (FCI) sie aus ihren Registern gestrichen. Die Braque Belge gilt somit als ausgestorben, wenn auch diese Entscheidung noch nicht endgültig ist: Die Streichung gilt als „provisorisch“.